# IV століття у Грузії
Грузія в 4 столітті — 4 століття в Грузії ознаменувалося визнанням християнства державною релігією. У цьому ж столітті становлення феодальних відносин на території Грузії стало незворотним.
У 4 столітті кордони Іберійського королівства були скорочені. Він простягався на схід до річки Бердуджі, де знаходилося місто-фортеця Хунань. Іберія не включала Камбеховані та Ереті, а також Тао та Спері на заході. Держава була поділена на долини, які об'єднувалися в саериставої. Столицею була Мцхета.
Наприкінці III століття, у 299 році, між Римською імперією та Сасанідською імперією було укладено Нізібський договір. Іран поступився Риму 5 вірменськими провінціями в Середземному морі та визнав римський протекторат над Великою Вірменією та Іберією. За наказом імператора Діоклетіана на престол Великої Вірменії зійшов Трідат III. Король Картлі також отримав королівські знаки від римського імператора.

## Поширення християнства в Грузії

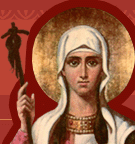
Свята Ніно

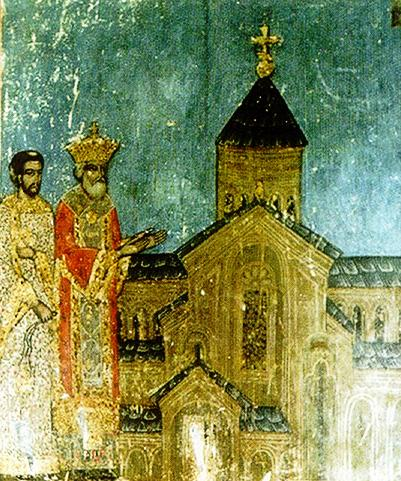
Міріанський цар

Святий Ніно проповідував християнство в Грузії в IV столітті. Він був родом зі Східної римської провінції Кабадоки. Святий Ніно ввійшов до Грузії з берега озера Фараван, звідки приєднався до людей, які були в урбані, в армазмі. Тут він побачив короля Меряна III, слугу Керпських островів. Згідно з «Показанням Георгія», святий Ніно молився Бога розбити блуки, і Бог усвідомлював його молитву. Він викрав королеву Нана і короля Миріан. У 326 році миріанський цар, який був тільки-но прийняв християнство, проголосив християнство державною релігією. Святий Ніно виставив колонну на місці поховання святого Сидонії. Першим заступником церкви в Грузії став Іван, який разом з двома священиками і трьома діякономи відправив Константинополя до імперії. Святі Ніно і Іван проповідували християнство в Горських горах У Кахаї. У Кахе, У Бодбі, помер святий Ніно.

## Грузія в другій половині IV ст

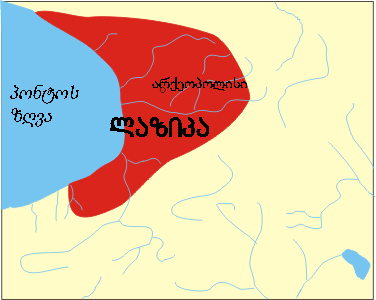
Королівство Ласік у 4 ст

Нізібський договір не був порушений до 30-х років IV століття, коли Рим був задоволений нинішньою ситуацією, оскільки вважав християнізовану Картлі своїм союзником. Молодий сасанідський шах Шапур II не зміг проводити активну зовнішню політику. У 325 році Константинополь був оголошений столицею Римської імперії. Це активізувало східну політику Риму.
У 338 році Шапур II почав війну проти Риму, яка тривала 25 років. За перемир'ям, укладеним у 363 році, Рим остаточно поступився Ірану п'ятьма провінціями, включаючи Вірменію. Ірану вдалося підпорядкувати Кавказьку Албанію. Королівство Картлі протистояло Ірану, який увійшов до Вірменії. Іранці вторглися в Картлі, скинули римського союзника короля Саурмага II і зробили замість нього королем Вараз-Бакура. На короткий час у 373 році Рим і Іран поділили Картлі, правий берег річки Мткварі належав Риму, а лівий Ірану. Цей поділ тривав недовго. Іран встановив контроль над Картлі та призначив там іранського чиновника в Пітяху. Картлі платив данину на користь Ірану. У 380-х роках імператор Феодосій I відновив римський контроль над Іберією. У 387 році Картлійське королівство знову розділилося надвоє.

## Західна Грузія в IV ст
До цього часу християнство вже було добре поширене в королівстві Егріс. У 325 році єпископ Стратофіл Біхвінтійський був присутній на Першому Всесвітньому Церковному Соборі, який проходив у місті Нікея. Християнство було писарською релігією. Його заснування заклало основу нової грузинської християнської культури та писемності. У Західній Грузії царі Лази підкорили апшилів, санігів і абазгів, відібрали у Картлі Аргветі і фактично окупували всю Західну Грузію. Візантійські історики називали це царство Лазіка, а грузини Егріс. Егріс формально зберігав покору Риму, охороняв переправи через Кавказ, що було в інтересах самого Егріса.